# Saldenburg
Saldenburg este o comună din landul Bavaria, Germania.

## Istoric

### Până la apariția bisericii
Saldenburgul a fost construit în 1368] de către Heinrich Tuschl von Söldenau în numele Contelor de Hals pentru a asigura traseul comercial "Gulden Stras", o rută de concurs pentru Traseul de Aur. Din 1677 până în secolul al XIX-lea, a aparținut președintelui Preysing. Locul a fost parte a alegerilor din Bavaria și a format un Hofmark închis, al cărui loc a fost Saldenburg. 1818 a fost creat de Edictul Municipal din Bavaria, o comunitate patrimonială. 1841 a fost comunitatea actuală.

### Din 1841
Memorialul de război din Preying numește pe cei uciși în primul și al doilea război mondial. În 1928, Saldenburgul a fost extins într-o cămin de tineret. În timpul celui de-al doilea război mondial au fost trimise copiilor din Saldenburg luptători de rezistență sloveni (partizani), care au fost separați ca măsură de represalii sub presiune din familiile lor și au fost distribuite din Slovenia în Franța.

### Încorporări
La 1 ianuarie 1972, municipalitatea Lembach, care anterior era independentă, a fost încorporată.

### Dezvoltare a populației
- 1900: 1382 de locuitori
- 1961: 1702 de locuitori
- 1970: 1795 de locuitori
- 1987: 1982 de locuitori
- 1991: 2029 de locuitori
- 1995: 2048 de locuitori
- 2000: 2042 de locuitori
- 2005: 1988 de locuitori
- 2010: 1911 de locuitori
- 2015: 1947 de locuitori

## Geografie

### Poziție geografică
Comunitatea este situată în regiunea forestieră Dunărea, în pădurea bavareză inferioară, mai precis în Munții Triple. Micul sat Saldenburg se află în apropierea orașului B 85 și la doar 30 km nord de Passau, la 13 km sud-vest de Grafenau, la 28 km nord-est de Vilshofen pe Dunăre și la 20 km de autostrada 3 (ieșirea Garham).

## Politică

### Primar
Primarul este Max König (SPD).

### Veniturile fiscale
Veniturile fiscale municipale s-au ridicat la 939.000 de euro (din 2012), din care veniturile din impozitul pe profit (net) s-au ridicat la 231.000 de euro.

### Stema
Descrierea stemului armează: sub roșu și argint, în Zinnenschnitt, capul scutului împărțit în negru este o bară de aur largă, în care este o coroană albastră. Grinzile amintesc de Tuschl din Söldenau, cuiburile se întorc la scutul contelui Preysing. Coroana se referă la Epifania din capela castelului. Stema este condusă din 1968.
1. ↑  Alle politisch selbständigen Gemeinden mit ausgewählten Merkmalen am 31.12.2018 (4. Quartal) (în germană), Statistisches Bundesamt[*], arhivat din original la 10 martie 2019, accesat în 10 martie 2019